# Jovan Baošić
Jovan Baošić (szerbül: Јован Баошић; 1995. július 7. –) montenegrói labdarúgó, jelenleg a FK Mornar Bar játékosa, védő.

## Pályafutása
2012-től 2015-ig a FK Mogren játékosa volt, 2015 nyarán az FK Jagodina szerződtette. 2020-től 2021-ig az Újpest FC játékosa volt, 2021-ben megnyerte a magyar kupát.

## Sikerei, díjai
Újpest FC
- Magyar kupagyőztes: 2020–21